# Sablia dactylidis
Sablia dactylidis là một loài bướm đêm trong họ Noctuidae.